# Grenc
Grenc este o localitate din comuna Škofja Loka, Slovenia, cu o populație de 181 de locuitori.